# Herta Heidenreich
Herta Heidenreich (* 1940 in Dresden) ist eine deutsche Malerin und Grafikerin.

## Leben und Werk
Herta Heidenreich studierte bis 1967 bei Walter Womacka an der Kunsthochschule Berlin-Weißensee (KHS) und arbeitet seitdem in Berlin als freischaffende Malerin und Grafikerin. Sie war daneben an der KHS auch Lehrerin im Abendstudium. Einer ihrer Schüler war der spätere Maler und Hochschullehrer Martin Seidemann (* 1950).
Herta Heidenreich war bis 1990 Mitglied des Verbands Bildender Künstler der DDR. In der Zeit der DDR hatte sie Einzel- und Gruppenausstellungen im Inland und in Moskau, Rijeka, Sofia und Targowischte. Studienreisen führten sie in die Sowjetunion, nach Polen, Bulgarien und Spanien.
Herta Heidenreich gehörte zum Kreis oppositioneller Künstler im Prenzlauer Berg. Am 7. Oktober 1989 wurde sie im Zusammenhang mit der Protestdemonstration auf der Schönhauser Allee mit Detlef Opitz und der Keramikerin Wilfriede Maas (* 1951) festgenommen. Sie mussten eine Nacht in einem Polizeirevier in Berlin-Marzahn verbringen.
Matthias Heidenreich (* 1964), der Sohn Herta Heidenreichs, ist ebenfalls Maler und Grafiker.

## Ausstellungen (unvollständig)

### Einzelausstellungen
- 1975: Berlin, Galerie im Turm („Malerei und Grafik zum Jahr der Frau“; mit Linde Bischof und Irmgard Kühn)
- 1987: Pirna, Galerie am Elbtor („Menschen im Bild. Grafik Berliner Künstler“; mit Günter Blendinger, Hartmut Hornung und Eva Vent)
- 2006: Berlin, Inselgalerie (mit Ursula Wolf)

### Teilnahme an Gruppenausstellungen
- 1979, 1980, 1981 und 1983: Berlin, Bezirkskunstausstellungen
- 1982: Berlin, Galerie am Prater („Berliner Grafik X.“)
- 1980: Berlin, Ausstellungszentrum am Fernsehturm („Berliner Atelier 1980“)
- 1986: Magdeburg, Kloster Unser Lieben Frauen („Grafik in den Kämpfen unserer Tage“)
- 2015: Berlin, Galerie Alte Schule Adlershof („Interne Phänomene“)[3]